# Bergland, Austria
Bergland là một municipality thuộc huyện Melk trong bang Niederösterreich.